# Freshford (comté de Kilkenny)
Pour les articles homonymes, voir Freshford.
Freshford est un village en Irlande, situé dans le comté de Kilkenny.